# AniNite
Die AniNite ist eine seit 2001 jährlich in Wien stattfindende Anime-Convention, die seit 2003 vom österreichischen Verein für japanische Jugendkultur Animanga Austria organisiert wird. Der Name AniNite (Aussprache [ˈaninʌɪt]) erinnert an die Zeit als diese Veranstaltung nur eine Nacht lang war, die von den meisten Besuchern durchgemacht wurde.

## Programm
Wie auf vielen anderen Anime-Conventions im deutschen Sprachraum werden folgende Programmpunkte angeboten.
- Anime-Filmräume
- Manga-Leseecke
- Maskottchenwettbewerb
- Cosplay (Wettbewerb, teilweise auch Workshops)
- Fanart (Workshop, Wettbewerb, Galerie)
- Fanfiction-Wettbewerb
- Go (Workshop, Turnier)
- Dance Dance Revolution, kurz DDR (Workshop, Turnier)
- Synchroworkshop
- Cardgames (Turnier)
- Videospielecke
- Händlerräume
- Auktionen von Fanartikeln
- Anime Music Video Wettbewerb

### Besonderheiten
Einige Stationen auf der AniNite sind im Vergleich mit anderen deutschsprachigen Cons eher ungewöhnlich.
- Geekroom-Wettbewerb

In diesem Wettbewerb werden Fotos des eigenen Zimmers und der Anime- und Manga-Sammlung eingesandt und nach Kategorien wie Umfang der Sammlung, Anordnung und dem Chaosfaktor bewertet.
- Yonkoma-Wettbewerb
- Austrian Otaku of the Year

Um sich für diesen Wettbewerb zu qualifizieren, muss man bei anderen Wettbewerben gut abgeschnitten haben. In einer Finalausscheidung wird der Sieger durch humoristische aber nicht leicht zu bestehende Aufgaben ermittelt.
- AniLite Preview Event

Von 2005 bis 2018 wurde von Verein Animanga zusätzlich zur AniNite auch eine frei zugängliche Veranstaltung mit kleinerem Programm organisiert.

## Geschichte
Die AniNite hat eine lebhafte Geschichte hinter sich. Anfangs nur als Treffen für Fans und Freunde wurde sie zu einem überregionalen Event für Fans von Anime, Manga, japanischen Videospielen und Cosplay.

### 2001
Die erste AniNite war nur als ein kleines Treffen von Freunden ausgelegt, die sich zusammen Anime ansehen und keine Scheu davor hatten in einem ehemaligen Geschäftslokal die Nacht durchzumachen. (70 Besucher)

### 2002
Da sich dieses Event unter den österreichischen Otakus an starker Beliebtheit erfreute, wurde für das Jahr 2002 eine größere Räumlichkeit notwendig: das Jugendlokal Area52 im 21. Bezirk. Hier war es möglich mehr als die doppelte Anzahl an Besuchern zu bewirten. Ein neuer Bereich für japanische Videospiele wurde eröffnet. Außerdem gab es nun einen zweiten Filmraum und ein japanisches Frühstück. (150 Besucher)

### 2003
Die dritte AniNite trat erstmals als größer angelegte Veranstaltung auf. Das WUK diente drei Tage lang als Location für diese Convention, erstmals war die AniNite länger als nur eine Nacht. In 2 Filmräumen wurden aktuelle und ältere Animes gezeigt. Ein Cosplay-Wettbewerb, ein Fanart-Wettbewerb, eine Manga-Leseecke waren unter den neu angebotenen Teilen der Veranstaltung. Erstmals wurde auch der Wettbewerb Otaku of the Year eingeführt. (900 Besucher)

### 2004
Die AniNite fand wieder im WUK statt. In einer JPOP-Bar konnte man der japanischen Pop-Musik lauschen und (alkoholfreie) Cocktails konsumieren. Das Angebot wurde um einen Origami-Workshop, einen DDR-Bereich, einen Geek-Room-Wettbewerb, einen Pen-&-Paper-Rollenspiel-Workshop sowie Vorträge über verschiedene Themen Japans ergänzt. Erstmals gab es auch die Verleihung des AniManga-Awards. (1100 Besucher)

### 2005
Die fünfte AniNite wurde im DonBosco-Haus im 13. Bezirk abgehalten. Die einzelnen Bereiche waren nun nicht mehr auf wenigen großen Räumen zusammengelegt, sondern waren stärker separiert und vertieft. Zum Angebot hinzugekommen waren ein Dōjinshi-Wettbewerb und ein Schminkservice. (1200 Besucher)

### 2006 (Preview Event)
Am 24. Juni 2006 hatte im MuseumsQuartier (quartier21) die AniLite ihren Standort, um auf die AniNite desselben Jahres aufmerksam zu machen. Angeboten wurde ein Cosplay-Wettbewerb, ein Mario-Kart-64-Turnier, ein Fanart-Workshop sowie eine DDR-Station. (300 Besucher gesamt, 154 eingetragene Besucher auf Animexx)

### 2006
Von 25. bis 27. August 2006 fand die 6. AniNite wieder im WUK statt. Zu den neuen Features zählte eine J-Rock-Party, einen Fotoservice für Cosplayer, ein Dōjinshi-Markt und ein vergrößerter Go-Bereich. Vorträge und Podiumsdiskussionen zu Schwarzkopien, Kendō und der Kultur Japans versorgten interessierte Gäste (2300 Besucher).

### 2007 (Preview Event)
Von 8. bis 10. Juni 2007 fand im MuseumsQuartier (Freiraum und Hof) das AniLite Preview Event statt. Die AniLite ist ein Kick-off zur AniNite'07 und ein Treffpunkt der Online-Community AnimeBoard. Geboten wurde ein Cosplay-Wettbewerb und ein Manga-Zeichen-Workshop sowie Vorträge zu den Themen Cosplay, Shogi und Go. (234 eingetragene Benutzer auf Animexx)

### 2007
Von 24. bis 26. August 2007 fand die 7. AniNite statt. Es wurden viele Räumlichkeiten und der Innenhof im WUK angemietet. Als Hauptattraktionen dieses Jahres gab es ein Eröffnungskonzert der Visual Kei Band BLOOD sowie einen Go-Workshop mit der japanischen Profispielerin Chizu Kobayashi. (3000 Besucher)

### 2008
Von 29. bis 31. August 2008 fand die 8. AniNite statt. In diesem Jahr war das WUK das letzte Mal der Veranstaltungsort der AniNite. Um noch mehr bieten zu können, kam noch einmal ein Raum hinzu – wodurch fast die gesamten-WUK Räumlichkeiten genutzt wurden. Als eine der Attraktionen der AniNite wurde das erste Mal ein Matsuri Sommerfest veranstaltet. (4000 Besucher)

### 2009
Die AniNite 2009 fand vom 28. bis 30. August 2009 auf 8000 m² des GRG21 Ödenburger Straße (einer Schule) statt. Zu Gast waren unter anderem der japanische Profi-Go-Spieler Aoki Shinichi und die Sänger Celestia Le ciel & Merveille Magique, die im Rahmen ihrer Europatour auch Wien besuchten.
Das kulturelle Programm stand ganz im Zeichen des 140-jährigen Jubiläums der diplomatischen Beziehungen zwischen Japan und Österreich.

### 2010
Die AniNite 2010 fand vom 27. bis zum 29. August 2010 erneut im GRG21 Ödenburger Straße statt und konnte 6000 Besucher verzeichnen. Stargäste waren Douglas Walker (That Guy with the Glasses) und Benjamin Daniel (Benzaie) sowie die französische J-Band Retsugo.
Ebenfalls fand in diesem Jahr eine Charity Tombola statt, deren Erlös Tierschutzprojekten zugutekam.

### 2011
Die AniNite 2011 fand zwischen dem 2. und dem 4. September 2011 zum ersten Mal in der TU Wien statt. Als Maskottchen diente ein Origami-Papier-Hase.

### 2012
2012 fand die AniNite vom 24. bis zum 26. August abermals in der TU Wien statt. Das Thema aus diesem Jahr war „Dance“, und das Maskottchen war eine Figur im Kimono mit Fächern in beiden Händen.

### 2013
2013 fand die AniNite vom 9. bis zum 11. August im Multiversum in Schwechat bei Wien statt. (über 10000 Besucher)

### 2014
Vom 29. bis zum 31. August fand die AniNite erneut im Multiversum in Schwechat bei Wien statt. Den 14000 Besuchern wurden Ehrengäste wie Takeshi Miagawa, Akira Himekawa, Nao Yazawa und U-ya Asaoka geboten. Vorträge zu den Themen Urheberrecht, Yaoi, Hieb- und Stichwaffen in Anime, Haustiere in Japan, Genderbending, Manga-Theorie, AMVs, Japan Reisen und Pokémon waren ebenfalls Teil des Programmplans. Als Maskottchen dienten 2 asiatische Drachen.

### 2015
Am Donnerstag, dem 27. August 2015, wurde erstmals vor der eigentlichen AniNite ein Konzert-Nachmittag mit AHS Vocaloid, Doukoku, und Satsuki veranstaltet.
Die AniNite 2015 zog vom 28. bis 30. August über 19600 Besucher ins Multiversum Wien/Schwechat und bot neben den üblichen Programmpunkten auch Vorträge und Workshops mit den Konzertstargästen, wie auch der Cosplayerin Reika Arikawa. Ein lokales Internetmeme namens #5Stunden wurde von Besuchern während der langen Wartezeit vor Einlass ins Leben gerufen.

### 2016
Vom 26. bis 28. August fand die AniNite im Multiversum Wien/Schwechat statt. Stargäste waren die Sängerin Akira Ouse, der renommierte Modelkit-Bauer Takeshi Miyagawa, die Synchronsprecherin Jennifer Weiß, der Maler Ashito Oyari sowie Stars aus der Cosplay-Szene.

### 2017
Vom 18. bis 20. August fand die AniNite erstmals in der MetaStadt (ehemalige Elin-Zugwerke) in Wien statt. Stargäste waren Applewars Pictures, Luka Costume, Yumi Cosplay, das Model Kit Ehepaar Klondike & Shuji Haagi, Model Kit Meister Takeshi Miyagawa, Yuriko-Cosplay, Nana Kuronoma, Rieke Werner sowie Christian Zeiger. Ein erneuter Besucherrekord mit über 24.000 Besuchern konnte ebenfalls aufgestellt werden.

### 2018
Vom 31. August bis zum 2 September fand die AniNite zum zweiten Mal in der Metastadt statt. Die zur Verfügung stehenden Räumlichkeiten konnten erhöht und der Besucherrekord des Vorjahres gehalten werden. Als Ehrengäste kamen Sumie Kaneko, Koge-Donbo, Haruka, Yosuke Irie sowie die Band Iron Attack!.

### 2019
Von 30. August bis zum 1. September gastierte die Veranstaltung zum ersten und einzigen Mal im Magna Racino in Ebreichsdorf, da die Metastadt zu klein geworden war. An der Pferderennbahn war das Zelten vor Ort möglich und von Wien Hauptbahnhof wurde ein Shuttle-Bus eingerichtet.

### 2020
Aufgrund der Covid-19-Pandemie wurde das Event online abgehalten. Die 'Diginite' versuchte, buntes Rahmenprogramm per Webstream sowie eine interaktive Bring-and-Buy- sowie Händlerplattform per Discord und Website abzuhalten.

### 2021
Unter Einhaltung der Covid-19-Vorschriften und mit drei Covid-Beauftragten fand die AniNite 2021 in der Eventpyramide Vösendorf statt. Über 24.000 Besucher konnten auf der Location dabei sein. Unter den Gästen waren unter anderem die Synchronsprecher Sebastian Fitzner und Sam Bauer.

### 2024
2024 fand die AniNite vom 9. bis 11. August im Austria Center Vienna statt und wurde von etwa 25.000 Menschen besucht.